# Alacuppidae
Alacuppidae is een familie van weekdieren uit de klasse van de Gastropoda (slakken).

## Geslacht
- Alacuppa Oskars, Bouchet & Malaquias, 2015